# Desa Sumengko (administrativ by i Indonesien, lat -7,14, long 111,73)
Desa Sumengko är en administrativ by i Indonesien.   Den ligger i provinsen Jawa Timur, i den västra delen av landet, 500 km öster om huvudstaden Jakarta.